# Eurail
El Eurail es un pase para viajes flexibles en tren a través de Europa. El Eurail es similar al conocido billete Interrail, solo que el Eurail es para personas no residentes en Europa mientras que el Interrail es para residentes en Europa. Los precios son accesibles para todo tipo de público y tienen diferentes modalidades. No será necesario hacer filas para registrarse ni comprar el billete para cada viaje que se realice. Puedes comprar tu billete en las estaciones de trenes de larga distancia. Se pueden elegir qué países visitar y cuánto tiempo se desea viajar,  existen diferentes tipos de pases Eurail según su disponibilidad y preferencia. Hay 24 países diferentes para elegir, que van desde los tradicionales destinos de Europa central como Francia, Alemania y Suiza a los países cada vez más populares y diversos de Europa del Este, como Croacia, Eslovenia, Hungría y Rumania.

## Pases Eurail
Global Pass: El pase más famoso es el Eurail Global Pass, que le permite conocer hasta 24 países, visitando sitios de patrimonio histórico y pintoresco de Europa. El Eurail Global Pass 2012 ofrece la máxima capacidad de elección, ya que cubre la totalidad del continente europeo. Este pase da derecho a los clientes a viajar gratis o con descuentos en algunas líneas de tren. Está disponible como un pase consecutivo, válido para viajar cualquier día, únicamente tomando en cuenta el número de viajes permitidos.
Países incluidos en el EuRail Global Pass: Alemania, Austria, Bélgica, Bulgaria, Croacia, Dinamarca, Eslovaquia, Eslovenia, España, Finlandia, Francia, Grecia, Hungría, Irlanda, Italia, Luxemburgo, Países Bajos, Noruega, Portugal, República Checa, Rumania, Suecia, Suiza y Turquía.
 Eurail Select Pass 2018
Viajes ilimitados en 3, 4 ó 5 países, en un periodo de dos meses. Este tipo de pase le permite crear su propio recorrido y le da más de 750 combinaciones posibles para elegir.
Eurail Regional Pass 2018
Viajes ilimitados en dos países vecinos (o combinaciones de países). Válido para viajar en dos países colindantes europeos, Eurail Regional Passes ofrecen a los clientes la oportunidad de explorar dos países en la profundidad. Estos pases se han desarrollado para aquellos viajeros que quieren centrarse en un área pequeña de Europa y actualmente existen 24 combinaciones para elegir.
Eurail One Country Pass 2018
Viajar a un país. Disfrutar, experimentar y explorar un país en profundidad, ofrece 19 países diferentes, cada uno con sus propias características.
El Eurail One Country Pass ofrece a los clientes la oportunidad perfecta para conocer la diversidad y la variedad dentro de las fronteras de un país europeo, ideal para viajeros que quieran descubrir un país específico.
Un dato interesante para los viajeros es que Bélgica, Holanda y Luxemburgo son clasificados como "combinación de un solo país”.

## Reservas
En la mayoría de los trenes las reservas no son obligatorias y no hay costes adicionales. Sin embargo, para los más populares, tales como alta velocidad y los trenes internacionales, la reserva con antelación es recomendable y, la mayoría del tiempo, obligatoria.

## Como utilizar el pase Eurail
1. Antes de realizar el primer trayecto, activa tu boleto a través de tu agente de viajes o en la boletería de una estación de ferrocarril.
2. El pase Eurail consiste en un boleto adjunto y en la portada con el informe del viaje tienes que rellenar todos los datos personales que te piden.
3. Si tienes un Pase Eurail con días de viaje flexibles (Eurail Global Pass). Cada vez que viajes, anota la fecha con un bolígrafo en el calendario que se encuentra en la parte posterior de tu boleto antes de abordar al tren.
4. Antes de abordar a un nuevo tren, rellena la sección de detalles del trayecto para que tu viaje sea válido.

## Recomendaciones del viaje
Eurail es una gran oportunidad para jóvenes de todas las edades para conocer maravillosos lugares de Europa.
- La administración del dinero es muy importante para realizar el viaje.

- El hospedaje y la comida ocupa un gasto considerable durante el viaje. Sin embargo existen hostales muy económicos que cuentan con los servicios necesarios para la estancia al igual que las comidas diarias se pueden hacer en lugares fuera de lo que está considerado turístico de cada sitio para conseguir mejor precio.

- En cuanto a tu equipaje lo recomendado en el viaje es que viajes únicamente con lo necesario para trasladarte de un lugar a otro con mayor facilidad. Es muy pesado viajar con mucho equipaje, porque muchas veces los hostales quedan retirados de las estaciones de trenes y tienes que ir cargando con el equipaje.

- Existen centros de información dentro de las estaciones de trenes que sirven como orientación geográfica y turística de cada lugar, para informarse del transporte que se puede tomar desde esa ubicación hasta tu hostal o lugar de interés, así como dudas de los horarios de los trenes.

- Realizar rutas alternas por cualquier cambio en el trayecto.